# Jacques Capelovici
Pour les articles homonymes, voir Capello.
Jacques Capelovici, dit maître Capelo ou maître Capello, est un grammairien, verbicruciste et animateur de jeux télévisés français né le 19 décembre 1922 à Paris 6e et mort le 20 mars 2011 à Arcueil.
À partir de 1969, il devient célèbre pour sa participation au Francophonissime, puis en 1976 aux Jeux de 20 heures de FR3, enfin comme arbitre du jeu Des chiffres et des lettres.
Il avait été d'ailleurs un des premiers candidats au jeu « Le mot le plus long » en 1964.
Il apparaît régulièrement dans d'autres émissions de télévision et même dans des spots publicitaires. Ses grilles de mots fléchés ont été publiées chaque semaine dans le magazine Télé 7 jours pendant de nombreuses années jusqu'en 2010.

## Biographie

### Études et carrière dans l'enseignement
Né d'un père d'origine roumaine et d'une mère bretonne, Jacques Capelovici est agrégé d'anglais, certifié d'allemand, diplômé d'italien et de vieux norrois[réf. incomplète].
Il est nommé professeur d'allemand au cours complémentaire du 93, rue d'Alésia dans le 14e arrondissement de Paris en 1947, puis professeur d'anglais à l'École commerciale de la chambre de commerce et d'industrie de Paris (Novancia Business School de Paris, depuis 2011), rue Armand-Moisant dans le 15e arrondissement de Paris, à la fin des années 1950 et au début des années 1960, et professeur d'anglais au lycée Lakanal à Sceaux de 1956 aux années 1980.
Grammairien pointilleux, il s'oppose avec véhémence à l'essor du franglais, aux propositions de rectifications orthographiques du français en 1990,, et aux propositions de féminisation des noms de métier, de fonction et de grade.
Affectionnant les calembours, il révèle également à ses élèves les secrets du palindrome en prononçant régulièrement son exemple favori : « Éric notre valet alla te laver ton ciré », ajoutant qu'on peut tout aussi bien remplacer Éric par Luc.

### Presse et télévision
Compositeur de mots croisés et fléchés (dont il est un des importateurs en France), pour divers journaux, en particulier Télé 7 jours, à partir de la fin des années 1960, il devient également juge arbitre à la télévision pour le jeu Le Francophonissime de  Jacques Antoine et Jacques Solness, gagnant le surnom de « maître Capelo ».
Devant le succès remporté par sa prestation, il se voit confier l'arbitrage des Jeux de 20 heures à partir de 1976 sur FR3. Il y popularise entre autres les expressions « de bon aloi » et le mot nourrain, désignant le cochon tirelire dans lequel il met l'argent de la cagnotte.
Jacques Capelovici meurt le 20 mars 2011, bien longtemps après la fin de cette émission populaire culte. Il est inhumé au cimetière du Montparnasse, division 3.

## Dans la culture populaire
Déjà de son vivant, et encore après sa mort, son nom est évoqué par antonomase pour qualifier un expert en bonne grammaire,, un « puits de science », ou quelqu'un de professoral ou un tiers appelé en expert pour arbitrer un conflit portant notamment sur un fait de langue français.
On trouve trace de cette habitude sur l'internet francophone où « maître Capelo » est utilisé comme pseudonyme ; de même, une photo de maître Capelo est parfois publiée lorsqu'une personne en corrige une autre.

## Collaborations

### Télévision
- 1969-1981 : juge-arbitre au Francophonissime (rebaptisé Francophone d'or en 1980-1981)[14],[13]
- 1970 : juge-arbitre dans Pourquoi ?[13]
- 1976-1987 : Les Jeux de 20 heures sur FR3 (future France 3)[14],[13]
- 1990 : arbitre du jeu Des chiffres et des lettres[14],[13]

### Radio
- Sociétaire des Grosses Têtes sur RTL[14]
- Intervenant régulier dans l'émission de Laurent Ruquier sur France Inter, Rien à cirer, entre 1995 et 1997.
- 1999-2000 : invité récurrent de C'est quoi ce bordel ?, sur Europe 2

## Apparitions
- 1987 : Objectif : Nul : maître Accapela
- 2003 : Les Clefs de bagnole de Laurent Baffie : l'homme interrogé dans le parc

## Écrits
- 1969 : William Shakespeare, adaptation de textes sur Shakespeare, incluant des extraits des œuvres de Shakespeare, Paris, Paris-Match, coll. Les Géants de la littérature mondiale, 136 p.
- 1969 : Goethe, adaptation de textes sur Goethe, incluant des extraits des œuvres de Goethe, Paris, Paris-Match, coll. Les Géants de la littérature mondiale, 136 p.
- 1970 : Nouveau cours d'anglais. 5e, en collaboration avec Pierre Simon, Paris, Wesmael-Charlier, 200 p.
- 1971 : Parlons correctement français, guide pratique, Paris, Télé 7 Jours, 128 p. (2e édition, réédité en 1978)
- 1971 : L'École des mots croisés, 80 problèmes de difficulté graduée, Paris, Bordas
- 1972 : Nouveau cours d'anglais. 6e, en collaboration avec Pierre Simon, Paris, Wesmael-Charlier, 200 p.
- 1975 : Pratique des mots croisés, co-auteur Roger le Ferté, P.U.F. Que sais-je ? 128 p.
- 1972 : Nouveau cours d'anglais. 4e, en collaboration avec Pierre Simon et Doreen Markam, Paris, Wesmael-Charlier, 191 + 37 p.
- 1978 : Les Mots croisés de maître Capelo, Presses-Pocket
- 1981 : Les Mots croisés, Paris, Bordas
- 1984 : En plein délire scolaire, Paris, Carrère-Michel Lafon
- 1990 : Le Français sans fautes. Répertoire des erreurs les plus fréquentes de la langue écrite et parlée, Éditions Acropole, 322 p. (plusieurs rééditions)
- 1992 : Guide du français correct. Pièges, difficultés et chausse-trapes de la langue française, L'Archipel
- 2004 : 160 mots croisés et mots fléchés, L'Archipel
- 2005 : 150 mots fléchés : tous niveaux, L'Archipel
- 2007 : 200 mots fléchés : tous niveaux, L'Archipel

## Anecdotes
- Jacques Capelovici lisait le braille[22].
- Chaque année, il allait faire passer les épreuves du baccalauréat aux détenus de la prison de Fresnes[23], se faisant un plaisir d'apparaître devant les caméras de télévision, hilare, descendant du « panier à salade » qui l'amenait sur les lieux[17],[18].